# Chilliwack Bruins
Chilliwack Bruins byl kanadský juniorský klub ledního hokeje, který sídlil v Chilliwacku v provincii Britská Kolumbie. V letech 2006–2011 působil v juniorské soutěži Western Hockey League. V roce 2011 byli Bruins přestěhování do Victorie v Britské Kolumbii. Své domácí zápasy odehrával v hale Prospera Centre s kapacitou 5 000 diváků. Klubové barvy byly černá, bílá a krémová.
Nejznámější hráči, kteří prošli týmem, byli např.: Oscar Moller, Nick Holden, Roman Horák nebo Brandon Manning.

## Přehled ligové účasti
Zdroj: 
- 2006–2011: Western Hockey League (Britskokolumbijská divize)